# Suvaja (Federacja Bośni i Hercegowiny)
Suvaja – wieś w Bośni i Hercegowinie, w Federacji Bośni i Hercegowiny, w kantonie uńsko-sańskim, w gminie Bosanski Petrovac. W 2013 roku liczyła 110 mieszkańców, z czego większość stanowili Serbowie.